# Lagonda Rapide V12
Lagonda Rapide V12 – samochód sportowy produkowany przez brytyjską firmę Lagonda w latach 1938–1939. Wyposażony był on w otwarte nadwozie. Samochód był napędzany przez silnik V12 4,5 l.

## Dane techniczne
- V12 4,5 l (4480 cm³)
- Układ zasilania: b.d.
- Średnica × skok tłoka: b.d.
- Stopień sprężania: b.d.
- Moc maksymalna: 175 KM (129 kW)
- Maksymalny moment obrotowy: b.d.
- Prędkość maksymalna: b.d.